# Marion Lemesre
Marion Lemesre (Brussel, 22 juli 1954) is een Belgische politica van de MR.

## Levensloop
Marion Lemesre studeerde journalistiek en sociale communicatie aan de ULB, waarna ze journaliste bij Radio Contact werd.
In 1982 werd Lemesre politiek actief bij de PRL. Bij de gemeenteraadsverkiezingen van dat jaar stond ze op de 14e plaats op de PRL-lijst in Brussel. Ze werd verkozen, maar de liberalen kwamen na 150 jaar bestuursmeerderheid voor het eerst in de oppositie terecht. In 1988 kon Lemesre herkozen worden als gemeenteraadslid. De liberalen bleven echter in de oppositie. Tussen 1985 en 1988 was ze tevens raadgever van minister François-Xavier de Donnea.
Bij de eerste verkiezingen voor het Brussels Hoofdstedelijk Parlement in 1989 werd Lemesre verkozen. Ze bleef er zetelen tot in 2019 en was toen geen kandidaat meer. In 1994 kwamen de liberalen ook terug in de Brusselse bestuursmeerderheid en werd François-Xavier de Donnea burgemeester. In deze bestuursmeerderheid werd Lemesre schepen van Mooie Kunsten, Jeugd en Toerisme. In 2000 eindigde haar mandaat van schepen nadat de liberalen in Brussel opnieuw in de oppositie terechtkwamen. Ook in 2006 kwamen de liberalen in de oppositie terecht.
In 2002 werd Lemesre op vraag van MR-voorzitter Daniel Ducarme ondervoorzitter van het Brussels Hoofdstedelijk Parlement. In 2004 stopte ze met deze functie. Ook zetelde ze in 2003 korte tijd in het Parlement van de Franse Gemeenschap.
In 2012 kwamen de liberalen terug in de Brusselse bestuursmeerderheid en werd Lemesre opnieuw schepen van Brussel, met de bevoegdheden economie en werk. Bij de gemeenteraadsverkiezingen van 2018 was ze geen kandidaat meer.